# Marton Katalin (színművész)
Marton Katalin névvariáns: Marton Kati (Budapest, 1956. február 4. – Budapest, 2004. június 20.) magyar színésznő.

## Életpálya
1977 és 1980 között a Színház- és Filmművészeti Főiskola hallgatója, osztályvezető tanára Gábor Pál volt. Főiskoláskén a Vígszínházban volt gyakorlaton. 1980-tól a Mafilm (Magyar Filmgyártó Vállalat) színész társulatának tagja volt. 1988-tól a Vígszínházban szerepelt, 1990-től szabadfoglalkozású színművésznő volt.

## Fontosabb színházi szerepei
- Anton Pavlovics Csehov: Platonov... Kátya
- Bernard Pomerance: Az elefántember... grófnő és tűfejű nő
- Szép Ernő: Kávécsarnok... Rozi
- Tennessee Williams: A vágy villamosa... Stella (Székesfehérvár, Vörösmarty Színház)
- Molnár Ferenc: Az üvegcipő... Popovicsné
- Bernard Malamud – Kapás Dezső: A segéd... lengyel nő
- Nógrádi Gábor: Segítség, ember!... Macska Sára
- Silló Sándor: Oreszteia... dajka
- Gyurkovics Tibor Boldogháza... Hantosné
- William Shakespeare: Minden jó, ha vége jó... szereplő
- William Congreve: Szerelmet szerelemért... dadus
- Marcel Achard: A bolond lány... Mrs. Cardinal
- Ken Kesey: Kakukkfészek... Flinn nővér
- Pierre Barillet – Jean-Pierre Grédy – Nádas Gábor – Szenes Iván: A kaktusz virága... Boticelli tavasza

## Filmek, tv
- Váljunk el! (1978)
- Angi Vera (1979)
- Vasárnapi szülők (1980)
- Két pisztolylövés (sorozat) (1980)
- Boldogtalan kalap (1981)
- Családi kör (1980–1981)
- Ideiglenes paradicsom (1981)
- Bűvös pillanatok (1982)
- Szirmok, virágok, koszorúk (1984)
- Boszorkányszombat (1984)
- István, a király (1984)
- Napló gyermekeimnek (1984)
- Az élet muzsikája - Kálmán Imre (1984)
- Holt lelkek (1985)
- Gyalogbéka (sorozat) Vannak még szabad indiánok című rész (1985)
- Valaki figyel (1985)
- Ember és árnyék (1985)
- Egészséges erotika (1986)
- Die Stunde des Leon Bisquet (1986)
- Sátánkeringő Bécsben (1988)
- Soha, sehol, senkinek! (1988)
- Titánia, Titánia, avagy a dublőrök éjszakája (1988)
- Csere Rudi (1988)
- Az új földesúr  (1989)
- Semmelweis Ignácz - Az anyák megmentője (1989)
- Napló apámnak, anyámnak (1990)
- Árnyék a havon (1992)
- Maigret (sorozat) Maigret Goes to School című rész (1992);Maigret and the Minister című rész (1993)
- Indián tél (1994)
- A bukás (1999)
- Élő holttest
- Varázstoll
- Ember és árnyék
- Az afrikai
- Cadfael atya